# Ree Heights
Ree Heights is een plaats (town) in de Amerikaanse staat South Dakota, en valt bestuurlijk gezien onder Hand County.

## Demografie
Bij de volkstelling in 2000 werd het aantal inwoners vastgesteld op 85.
In 2006 is het aantal inwoners door het United States Census Bureau geschat op 76, een daling van 9 (-10,6%).

## Geografie
Volgens het United States Census Bureau beslaat de plaats een oppervlakte van
0,8 km², geheel bestaande uit land. Ree Heights ligt op ongeveer 528 m boven zeeniveau.

## Plaatsen in de nabije omgeving
De onderstaande figuur toont nabijgelegen plaatsen in een straal van 40 km rond Ree Heights.